# Aage Deleuran
Aage Deleuran (11. oktober 1925 – 1. juli 1999) var en dansk chefredaktør og direktør i Det Berlingske Officin.
Han var søn af Holger Johannes Deleuran (1886-1948) og Anette Marie Deleuran (1892-1989). Aage Deleuran voksede op i Korsør sammen med to brødre, Erik og Holger. 
Aage Deleuran blev efter datidens mesterlæreprincip udlært journalist på Korsør Avis.
Han var under 2. verdenskrig engageret i modstandskampen ved at trykke illegale blade. Som 17-årig måtte han træde til som chefredaktør på Korsør Avis, fordi den daværende chefredaktør måtte gå under jorden.
Deleuran blev i 1945 ansat i Det Berlingske Hus, hvor han efter poster som udenrigskorrespondent i London og Paris igennem årtier kom til at indgå i husets ledelse. Han var aldrig chefredaktør for Berlingske Tidende, men havde i de senere år prædikatet Husets chefredaktør og var også i en årrække medlem af direktionen. Deleuran var en for sin tid ekstraordinært internationalt orienteret journalist. Hans journalistiske styrke var den politiske kommentar og den elegante leder, og hans produktion inden for denne genre er omfattende og af høj kvalitet. Deleuran var personligt nært knyttet til Det konservative Folkeparti.
Deleuran spillede en betydelig rolle for pressens organisationer og var blandt initiativtagerne til den sammenlægning af forskellige organisationer, som i 1977 blev til den nuværende konstruktion med Danske Dagblades Forening med den tilhørende arbejdsgiverforening, der nu benævnes Danske Mediers Arbejdsgiverforening.
Deleuran forlod Berlingske i 1992.
Desuden tidligere medlem af Bilderberg-gruppen.
Deleuran-familien stammer oprindeligt fra den gruppe af huguenoter som udvandrede fra Frankrig til Danmark i slutningen af det 17. århundrede. 

## Ekstern henvisning
- Digitaliserede udgaver af Korsør Avis i Mediestream

## Links
- Kristeligt Dagblad, nekrolog